# Frontliner
Frontliner, artistnamn för Barry Drooger, är en nederländsk hardstyleproducent- och DJ från Amsterdam. Han började producera musik 2005 under namnet Abject och gjorde bland annat singeln Scantraxx Rootz (2006) tillsammans med Headhunterz. 2008 började han ge ut musik som Frontliner.
Frontliner har producerat den officiella hymnen till flera stora fester:
- Scantraxx World Artist Tour 2009: Spin That Shit (tillsammans med Wildstylez)
- In Qontrol 2010: Save.Exit.Planet.
- Reverze 2011: Call of the Visionary
- Defqon.1 2013: Weekend Warriors